# Brankovina
Brankovina (izvirno srbsko Бранковина) je naselje v Srbiji, ki upravno spada pod Mesto Valjevo; slednja pa je del Kolubarskega upravnega okraja.
- Brankovina - kulturni in zgodovinski kompleks
- Brankovina - kulturni in zgodovinski kompleks
- Brankovina - kulturni in zgodovinski kompleks
- Brankovina - kulturni in zgodovinski kompleks
- Brankovina - kulturni in zgodovinski kompleks
- Brankovina - kulturni in zgodovinski kompleks
- Brankovina - kulturni in zgodovinski kompleks
- Brankovina - kulturni in zgodovinski kompleks
- Brankovina - kulturni in zgodovinski kompleks
- Brankovina - kulturni in zgodovinski kompleks

## Demografija
V naselju, katerega izvirno (srbsko-cirilično) ime je Бранковина, živi 448 polnoletnih prebivalcev, pri čemer je njihova povprečna starost 40,5 let (39,5 pri moških in 41,6 pri ženskah). Naselje ima 160 gospodinjstev, pri čemer je povprečno število članov na gospodinjstvo 3,58.
To naselje je, glede na rezultate popisa iz leta 2002, večinoma srbsko.
|  |

| Demografija | Demografija     | Demografija     |
| Leto        | Št. prebivalcev | Št. prebivalcev |
| ----------- | --------------- | --------------- |
|             |                 |                 |
|             |                 |                 |
|             |                 |                 |
|             |                 |                 |
| 1948        | 862             |                 |
| 1953        | 919             |                 |
| 1961        | 982             |                 |
| 1971        | 866             |                 |
| 1981        | 781             |                 |
| 1991        | 529             | 528             |
| 2002        | 588             | 573             |
|             |                 |                 |

| Etnična sestava po popisu iz leta 2002 | Etnična sestava po popisu iz leta 2002 | Etnična sestava po popisu iz leta 2002 | Etnična sestava po popisu iz leta 2002 | Etnična sestava po popisu iz leta 2002 |
| -------------------------------------- | -------------------------------------- | -------------------------------------- | -------------------------------------- | -------------------------------------- |
| Srbi                                   | Srbi                                   |                                        | 550                                    | 95,98%                                 |
| Črnogorci                              | Črnogorci                              |                                        | 8                                      | 1,39%                                  |
| Romi                                   | Romi                                   |                                        | 6                                      | 1,04%                                  |
| Ukrajinci                              | Ukrajinci                              |                                        | 1                                      | 0,17%                                  |
| Neznano                                | Neznano                                |                                        | 8                                      | 1,39%                                  |